# Galaxy Park
Galaxy Park was een Belgisch-Nederlandse jeugdsoapserie waarin zes jongeren een vakantiebaan hebben in Freddy's aan buitenaardse wezens gewijde bungalowpark Galaxy Park. Galaxy Park werd in Vlaanderen van 28 november 2011 tot 30 januari 2014 op Ketnet uitgezonden. Het programma werd gemaakt in samenwerking met Studio 100. Het was ook te zien op Zapp in Nederland, NRK in Noorwegen, op Детский in Rusland, op Super7 in Bulgarije en op Sky Junior in Duitsland.
Op 9 maart 2014 kaapte Galaxy Park drie prijzen weg op Het gala van de gouden K's 2013: die van beste Ketnet-serie, beste acteur (Nicolas Caeyers) en beste actrice (Lauren De Ruyck).

## Uitzendingen
Als opvolger van Amika, de destijds lopende maar stopgezette soap op Ketnet, presenteerde Studio 100 eind november 2011 de serie Galaxy Park. Het eerste seizoen werd van november tot februari uitgezonden op Ketnet, van maandag tot donderdag met een weekcompilatie op zondag. Galaxy Park werd later ook door Zapp aangekocht, dat de serie uitzond van begin april tot midden juni. Hier werd de serie uitgezonden van maandag tot vrijdag, en de weekcompilatie kwam er op zaterdag. Een paar dagen nadat het eerste seizoen op Ketnet was geëindigd, kondigde Studio 100 aan dat ze ook een tweede seizoen zouden maken. Aangezien er in het najaar van 2012 nog geen uitzendingen waren van De Elfenheuvel, kon de reeks al na de preselecties van Junior Eurosong beginnen, op 5 november. RTL Telekids zond de serie vanaf 1 februari uit. De serie werd ook gekocht door de NRK, de Noorse openbare omroep, waar ze Galakseparken heet. In een interview op 27 juni 2013 voor TAGMAG maakte Lauren De Ruyck, die de rol van Femke speelt, bekend dat het derde seizoen van Galaxy Park ook meteen het laatste seizoen zou worden. Dit laatste seizoen werd van 21 oktober 2013 tot 30 januari 2014 uitgezonden op Ketnet. De serie werd stopgezet, omdat Studio 100 een nieuwe serie bedacht: Ghost Rockers.
In oktober 2023 werd bekend dat hoofdrolspeler Nicolas Caeyers (Stef) beschuldigd werd van zedenfeiten. Daardoor stopte VRT / Ketnet met het aanbieden van de jeugdserie via al hun kanalen.

### Verhaal en afleveringen
| Galaxy Park | Galaxy Park  | Galaxy Park                         |
| Seizoen     | Afleveringen | Uitzendingen                        |
| ----------- | ------------ | ----------------------------------- |
| 1           | 52           | 28 november 2011 - 23 februari 2012 |
| 2           | 52           | 5 november 2012 - 21 februari 2013  |
| 3           | 52           | 21 oktober 2013 - 30 januari 2014   |

#### Seizoen 1
Exo 7, een buitenaards wezen (alien), krijgt de opdracht in menselijke gedaante naar de aarde te gaan om zes jonge mensen te exoderen en naar het ruimteschip van de Exo's te ontvoeren. Het doel hiervan is de mensen te ontleden zodat de Exo's de aarde kunnen overheersen. Als een mens door een Exo geëxodeerd wordt kan de Exo de mens bevelen laten uitvoeren. Zes jongeren, Paula, Mel (Melanie), Femke, Stef, Diederik en Os (Oswald), gaan aan de slag als jobstudent in Freddy Goossens' weinig succesvol vakantiedomein Galaxy Park. Freddy neemt ook een klusjesman Ko in dienst. Uiteindelijk blijkt Stef Exo-7 te zijn. Ko die een Kronon (ook een alien) blijkt te zijn is de vijand van de Exo’s gaat de strijd aan met Stef om te voorkomen dat Stef zijn missie kan uitvoeren en de mensen kan ontvoeren. Stef wint de strijd en Ko wordt verslagen. Dolores Cortez die in het park dansworkshops komt geven probeert met valse voorwendselen het park over te nemen waarin ze uiteindelijk niet slaagt. Intussen is Stef er in geslaagd om maar 5 jongeren te exoderen enkel Femke heeft hij nog niet kunnen exoderen. Net als hij op het punt staat om de 5 jongeren naar het ruimteschip te sturen kan Femke hem net op tijd tegen houden. Maar wanneer gezagvoerder van de exo's Femke ziet beveelt hij Stef om Femke alsnog te exoderen. Uiteindelijk doet hij dit ook, maar net voordat hij Femke kan exoderen zegt ze tegen Stef dat ze van hem houdt. Hierdoor bedenkt hij zich en stuurt hij de jongeren weer terug. Uiteindelijk vertrek het ruimteschip zonder de jongeren maar ook zonder Stef. Omdat hij zijn missie niet heeft uitgevoerd laten de exo's hem achter op aarde en mag hij nooit meer terugkeren naar de planeet exo.

#### Seizoen 2
Tien maanden later gaan de jongeren terug aan de slag in het park. De Anti Alien Division (AAD) heeft een ufo gedetecteerd boven Galaxy Park. Alles wijst erop dat er een alien in het park zit. De bevelhebber gaat haar beste alienjagers erop afsturen om de alien te vinden en in te vriezen voor het uitvoeren van experimenten. Wetenschapper Otto Kumar en twee tv-makers Yarik en Hans verblijven in het park. Ook Ko, die aan geheugenverlies lijdt, gaat terug aan de slag in het park. De jongeren ontdekken dat er een alienjager aan het werk is die het op Stef gemunt heeft. Ze verdenken professor Kumar en zorgen ervoor dat hij een reis wint waardoor hij uit het park verdwijnt. Yarik en Hans blijken echter de alienjagers te zijn. Stef exodeert hen en wist hun geheugen waardoor ze het park willen verlaten. Ko herinnert zich echter een Kronon te zijn. Hij overtuigt Hans en Yarik dat er wel een alien in het park en ze besluiten samen Stef te bestrijden. Met een gevaarlijke steen genaamd "extron" kan Stef uitgeschakeld worden. Een andere alien Exo-30 (Robin) landt op aarde om Stef te helpen. Als professor Kumar een bericht opvangt dat het hele AAD-team op weg is naar het park besluit hij terug te keren naar het park om Stef te beschermen. De bevelhebber van het AAD-team wordt geëxodeerd en verlaat met het hele team het park. Exo-30 slaagt erin de extron naar het moederschip te sturen voor vernietiging. Yarik, Hans, Ko en een dubbelganger van Ko (ook een Kronon) gaan een ultieme strijd aan met Stef en Robin. Hans en Yarik worden door Stef geëxodeerd zodat ze zich niets meer herinneren. Ko en zijn dubbelganger worden door Stef en Robin verslagen en vliegen samen met Robin naar het moederschip. Stef is veilig en blijft op aarde.

#### Seizoen 3
Galaxy Park bestaat deze zomer 25 jaar. Galaxy Park is genomineerd om een sterrenpark te worden en zal onaangekondigd bezoek krijgen van inspecteurs. De jongeren gaan weer aan de slag bij Freddy. Regelmatig komt Bo, een vroeger buurmeisje van Femke en Freddy in het park langs. De Antra, een alienras onder leiding van de Antrakoningin hebben een bepaalde missie op aarde. Op een gegeven dag arriveren er twee gasten in het park, Kat en Flinn. De Antra installeren ondertussen een soort toestel, de atmoton, in de kelder van Galaxy Park. Er is ook een saboteur aan het werk die er alles aan doet om Galaxy Park slecht te maken in de sterrenparkwedstrijd. Uiteindelijk kan de saboteur ontmaskerd worden, het bleek om Yarik te gaan. Hij werd ontslagen door de AAD voor zijn twee maanden nutteloos onderzoek in Galaxy Park en wilde daarom wraak nemen op Freddy. Yarik vermoedt echter dat er aliens aan het werk zijn en Diederik wil hem helpen tot Yarik plots verdwijnt. Ondertussen zijn de Antra bezig met het plaatsen van capsules en zien Paula en Diederik vreemde dingen gebeuren. Mel verlaat het park om een modellencursus in New York te volgen, Bo neemt haar functie over in het park. Parkgasten Flinn en Kat lijken nogal raar te reageren op water. Zij zijn namelijk Antra en die kunnen niet tegen water. Wanneer Kat en Flinn de laatste capsule plaatsen ontstaat er een straal waarin Os vastraakt. Stef kan hem nog net op tijd redden met zijn Exokrachten. Voor de veiligheid doorzoeken de jongeren het park en vinden uiteindelijk drie capsules, die ze verstoppen.
Exo-6 roept de hulp in van Stef. De Antra hebben namelijk een Exoschip vastgemaakt aan dat van hun en enkel Exo-6 kon ontsnappen. Stef en Exo-6 worden echter gevangengenomen en meegenomen naar het Antraschip waar ook Yarik gevangen blijkt te zijn. Met veel moeite slagen Diederik en Femke er in om Exo-6 en Stef te bevrijden. Yarik hielp bij de ontsnapping door de Antra af te leiden waardoor hij weer gevangen werd. Exo-6 vertelt dat alles veilig is en de Antra verslagen zijn: ze heeft de Exo’s kunnen bevrijden en het Exoschip is kunnen vertrekken. Kat neemt echter Bo gevangen en kan het gedaante van Bo overnemen en zo onopgemerkt aan twee capsules geraken en gasten in het park waardoor steeds meer Antra bungalows innemen. Het gedrag van de valse Bo werd echter te vreemd en de jongeren vinden Bo terug. Als Kat op het punt staat er met de laatste capsule vandoor te gaan, kan Stef haar tegenhouden met zijn Exo-krachten. Een zekere Iza Sijfer, van wie Freddy al snel vermoedt dat ze de inspectrice verblijft in het park. Os en Bo willen de laatste capsule die ze hebben in zee gaan verstoppen maar al snel komt de capsule in de handen van de Antra. Iza Sijfer verlaat het park en bekent dat ze de inspectrice is.
De Antra slagen erin de atmoton te activeren. Stef, Femke, Freddy, Paula en Diederik raken niet meer uit het park omdat het volledig omgeven is door een onzichtbare muur. Stef wordt in een kooi met een krachtveld geplaatst zodat hij zijn Exo-krachten niet kan gebruiken. De Antra verdwijnen in hun schip. Bo en Os die zich nog buiten het park bevonden zien alles gebeuren. De atmoton baant zich een weg door het hoofdgebouw en maakt via stralen contact met de zes capsules, weldra zal alles ontploffen. Stef gebruikt al zijn kracht en kan de kooi rondom hem laten ontploffen. Bo en Os spuiten water op de stralenmuur, waardoor deze verzwakt en Stef in zijn Exo-gedaante de atmoton los kan maken, hij brengt ze naar het Antraschip dat lijkt te ontploffen. De muur rond het park verdwijnt. Stef heeft Yarik kunnen redden en verschijnt met hem op aarde. De aarde is nu gered.
Daarna zetten ze alles klaar voor het themafeest. Mel komt terug naar het park en wil de volgende zomer weer aan de slag in Galaxy Park. Galaxy Park wint uiteindelijk de sterrenparkwedstrijd en de zomer wordt afgesloten met een groot feest en het themalied.

## Rolverdeling

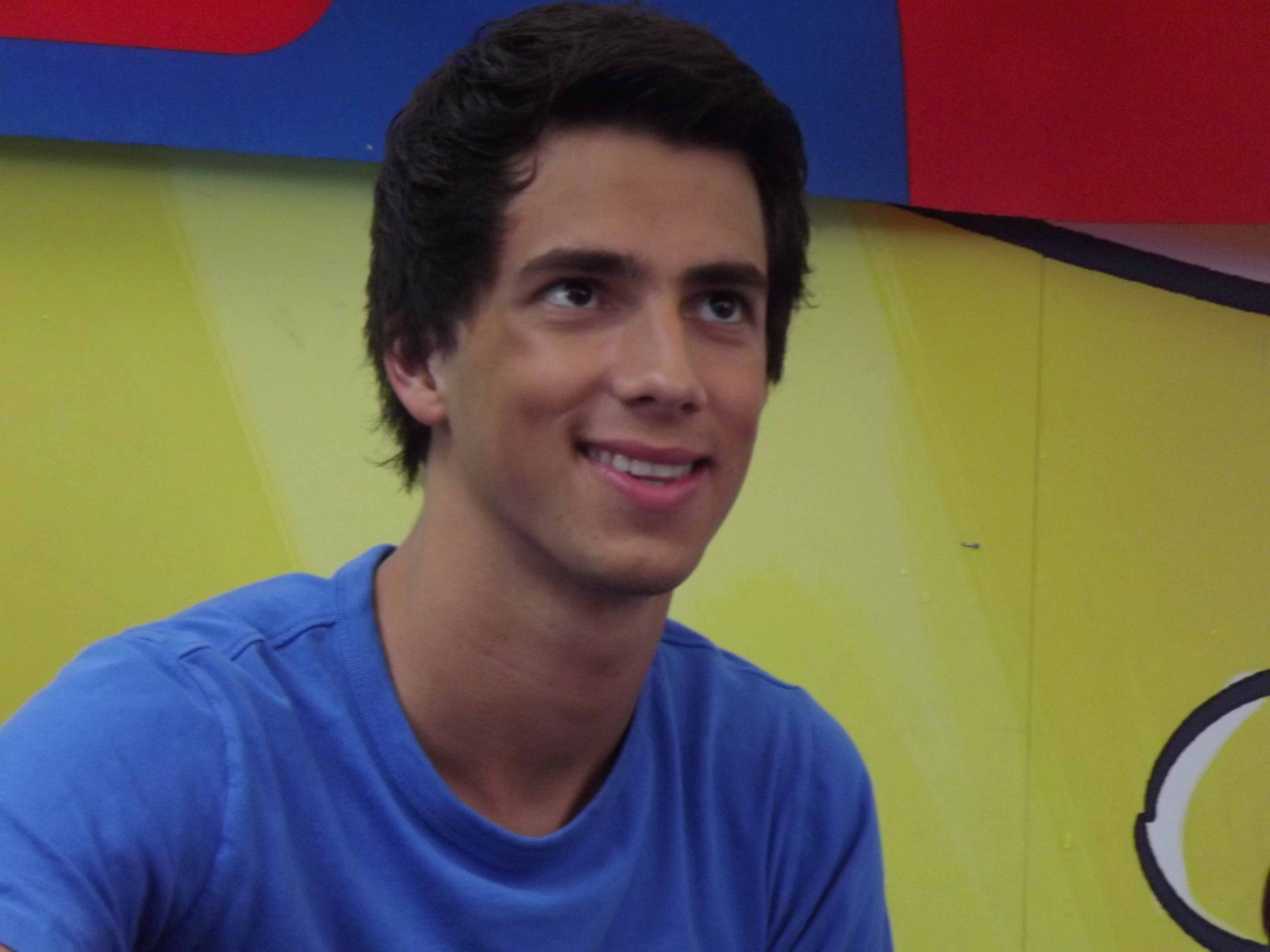
Stef/Exo 7
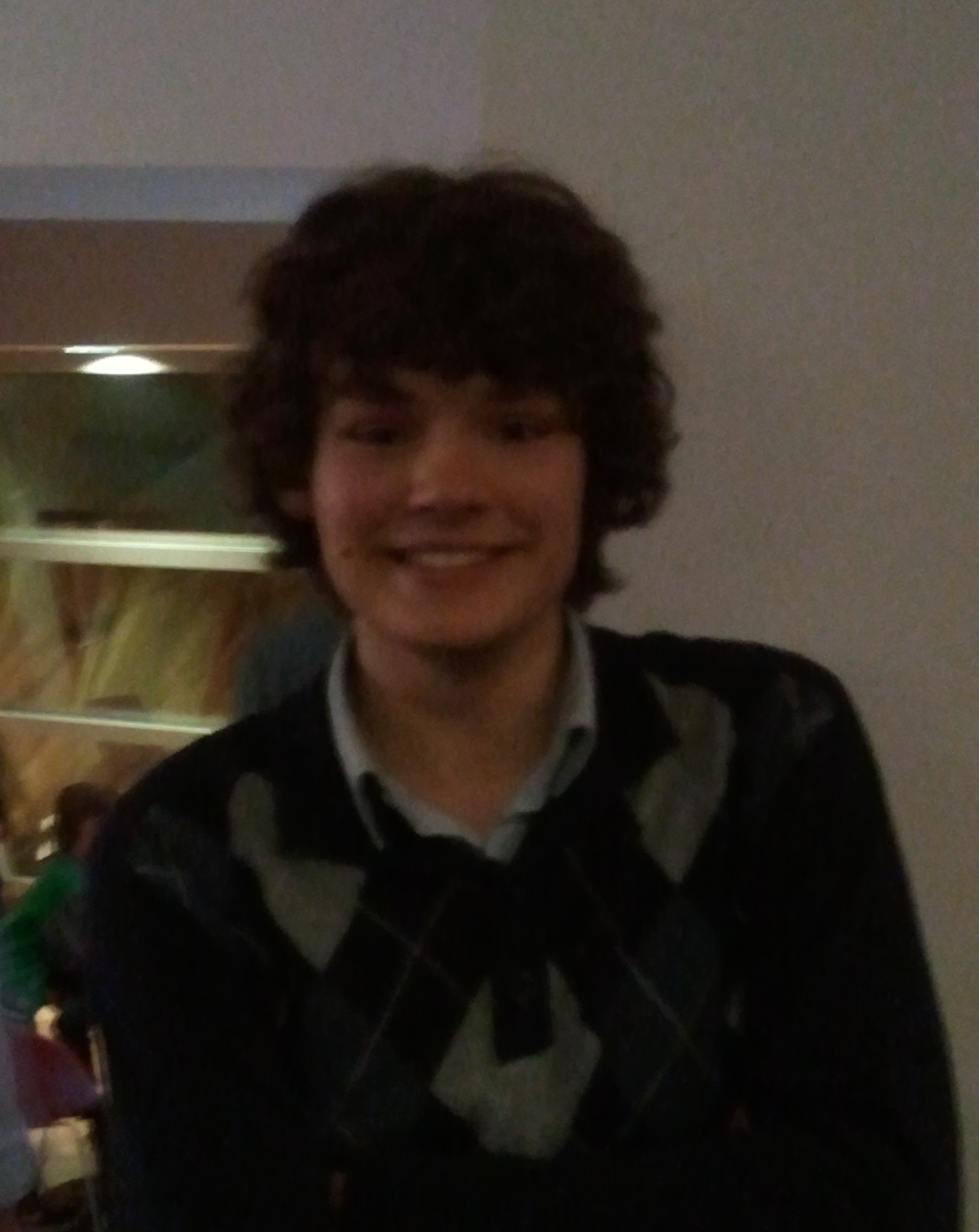
Diederik Bakker
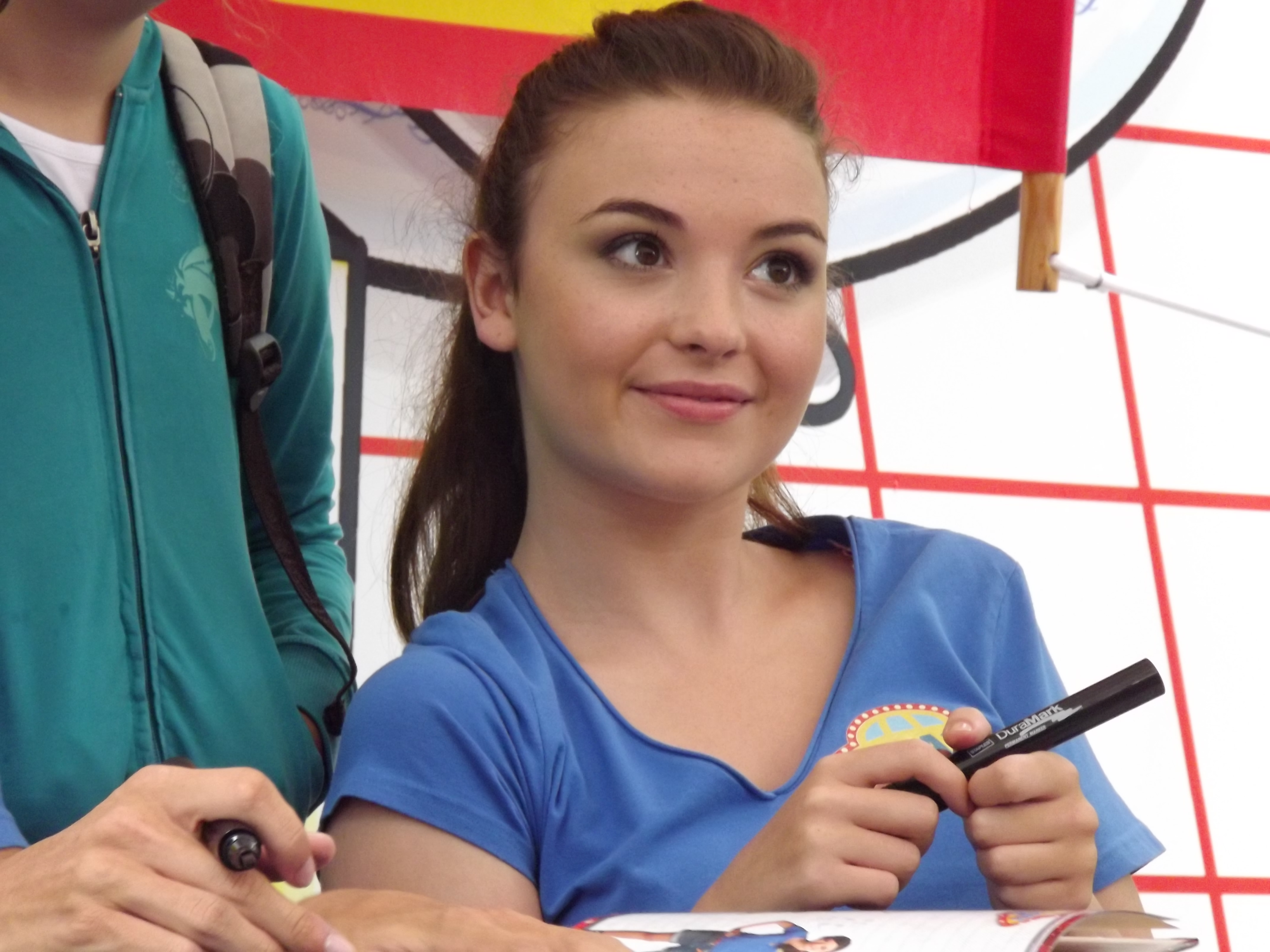
Femke Goossens
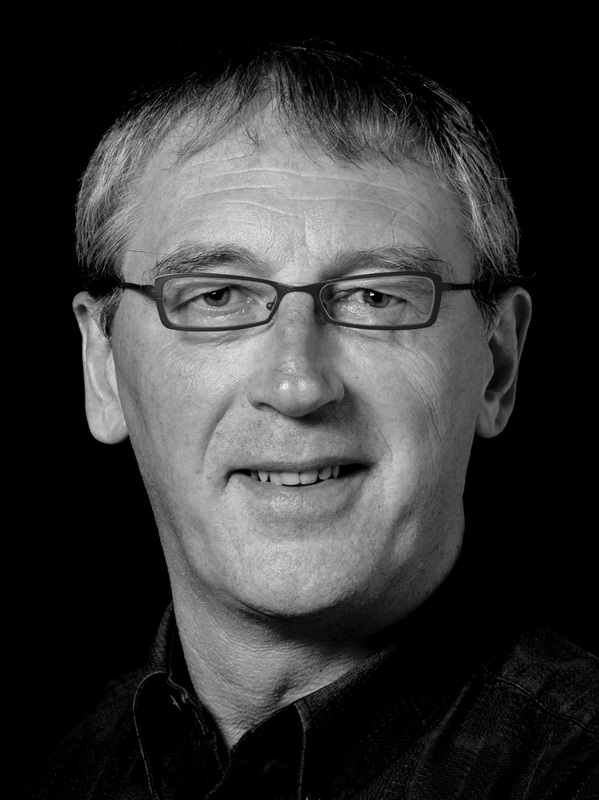
Freddy Goossens

### Hoofdrollen
| Personage              | Functie                                                                     | Personalia/relatie                                                                                       | Acteur/actrice     | Periode (afleveringen)     |
| ---------------------- | --------------------------------------------------------------------------- | --- | ------------------ | -------------------------- |
| Femke Goossens         | Event manager (seizoen 3) Koffieshop (seizoen 2) Schoonmaakster (seizoen 1) | Behulpzaam, dochter van Freddy, spontaan, 17 jaar 16 jaar in seizoen 2 15 jaar in seizoen 1              | Lauren De Ruyck    | 2011 - 2014 (1 - 156)      |
| Stef / Exo 7           | Schoonmaker (seizoen 3) Schoonmaker (seizoen 2) Animator (seizoen 1)        | Alien van planeet Exo, hulpvaardig, klunzig, optimist, 19 jaar 18 jaar in seizoen 2 17 jaar in seizoen 1 | Nicolas Caeyers    | 2011 - 2014 (1 - 156)      |
| Os(wald) Vermeyen      | Klusjesman (seizoen 2) Barman (seizoen 1 en 3)                              | Macho, versierder, 21 jaar 20 jaar in seizoen 2 19 jaar in seizoen 1                                     | Immanuel Lemmens   | 2011 - 2014 (1 - 156)      |
| Diederik 'Didi' Bakker | Bediening (seizoen 3) Animator (seizoen 2) Poolboy (seizoen 1)              | Nederlander, stuntelig, fanatiek alien-believer, 18 jaar 17 jaar in seizoen 2 16 jaar in seizoen 1       | Soy Kroon          | 2011 - 2014 (1 - 156)      |
| Paula Coppens          | Animator (seizoen 3) Receptie (seizoen 2) Koffieshop (seizoen 1)            | IJverig, stuntelig, schuchter, onhandig, lief, 18 jaar 17 jaar in seizoen 2 16 jaar in seizoen 1         | Astrid Sercu       | 2011 - 2014 (1 - 156)      |
| Mellanie 'Mel' Degeyn  | Receptie (seizoen 3) Barvrouw (seizoen 2) Receptie (seizoen 1)              | Dom blondje, geneust verleidster, gevoelig, 19 jaar 18 jaar in seizoen 2 17 jaar in seizoen 1            | Marieke Meelberghs | 2011 - 2014 (1 - 123, 156) |
| Freddy Goossens        | Parkeigenaar en manager                                                     | Vader van Femke, gescheiden van Femkes moeder                                                            | Alex Van Haecke    | 2011 - 2014 (1 - 156)      |

- Marieke Meelberghs zou normaal ook het volledige derde seizoen meespelen maar door haar zwangerschap moest het script herschreven worden en speelde ze ongeveer de eerste helft van het derde seizoen mee. Ze kwam terug in de laatste aflevering.

### Belangrijke bijrollen
| Personage                    | Functie                                                                      | Personalia/relatie | Acteur/actrice     | Periode (afleveringen)            |
| ---------------------------- | ---------------------------------------------------------------------------- | --- | ------------------ | --------------------------------- |
| Ko / Afgezant planeet Kronos | klusjesman in seizoen 1, 2                                                   | Kronon, vijand van de Exo*'s, 45 jaar, geheugenverlies in seizoen 2 44 jaar en zogenaamd overheidsalienjager in seizoen 1 | Erik Burke         | 2011 - 2013 (1 - 44, 60 - 104)    |
| Bo                           | vakantieganger, later in seizoen 3 vervanger voor Mellanie                   | vriendelijk, knap, jeugdvriendin van Femke                                                                                | Désirée Viola      | 2013 - 2014 (106 - 156)           |
| Dolores Cortez               | gaf dans-workshops                                                           | beloog Freddy | Wanda Joosten      | 2012 (37 - 50)                    |
| 'Bevelhebber'                | AAD*-verantwoordelijke                                                       | kort en bondig | Simone Milsdochter | 2012 - 2013 (53 - 101)            |
| Professor Otto Kumar         | alienonderzoeker                                                             | excentriek, hielp Stef tegen de alienjagers in seizoen 2                                                                  | Sam Bogaerts       | 2012 - 2013 (54 - 102)            |
| Hans Dens                    | AAD-medewerker                                                               | doet alsof hij Mellanie leuk vindt, zogenaamd tv-maker in seizoen 2                                                       | Steven Roox        | 2012 - 2013 (54 - 104)            |
| Yarik Maes                   | saboteur en gevangene op antraschip in seizoen 3 AAD-medewerker in seizoen 2 | heeft wraakgevoelens t.o.v. Freddy in seizoen 3 soms heel bot, praat weinig, zogenaamd tv-maker in seizoen 2              | Lucas Tavernier    | 2012 - 2014 (54 - 104, 117 - 156) |
| Robin Florin / Exo* 30       | vakantieganger en helpt galaxypark                                           | alien van planeet Exo*, lief, knap, beschermt Stef                                                                        | Alice Van Heuven   | 2012 - 2013 (75 - 104)            |
| Dubbelganger van Ko          | Exo*-jager                                                                   | Kronon, hielp Ko in de strijd tegen Exo*-7 / Stef in seizoen 2                                                            | Erik Burke         | 2013 (102 - 104)                  |
| Antra Koningin               | leider antraschip                                                            | alien van planeet Antra, ras dat met uitsterven bedreigd is                                                               | Patricia Goemaere  | 2013 - 2014 (105 - 155)           |
| Kat(arina) Van Elsen         | helper antrakoningin                                                         | knap, vriendelijk goede vriendin van het personeel                                                                        | Ella-June Henrard  | 2013 - 2014 (108 - 155)           |
| Flinn Peeters                | helper antrakoningin                                                         | knap, vriendelijk goede vriend van het personeel                                                                          | Lander Depoortere  | 2013 - 2014 (108 - 155)           |
| Exo* 6(op aarde naamloos)    | gevangene op antraschip                                                      | alien van planeet Exo* | Bo Manders         | 2013 - 2014 (130 - 142)           |

- AAD = Anti Alien Division
- Exo = Een buitenaards wezen. Deze kan aan telekinese doen en kan exoderen. Een Exo kan mensen exoderen en eenmaal ze geëxodeerd zijn heeft hij ze in zijn macht en kan hij ze bevelen laten uitvoeren. Hij kan ze zelfs bepaalde dingen laten vergeten, een deel van het geheugen wissen.

### Gastrollen
| Personage              | Functie                            | Personalia/relatie                            | Acteur/actrice     | Periode (afleveringen) |
| ---------------------- | ---------------------------------- | --------------------------------------------- | ------------------ | ---------------------- |
| Jim 'Vlammetje'        | was Mellanies toegewijde aanbidder | brandweerman                                  | Guga Baúl          | 2011 - 2012 (1 - 31)   |
| Dennis Vogels          | vakantieganger                     | pestte regelmatig het personeel               | Thars Brisaert     | 2011 - 2012 (2 - 52)   |
| Meneer Willy Claessens | vakantieganger                     | cowboy liefhebber                             | Hans Van den Stock | 2011 (2 - 5)           |
| Mevrouw Claessens      | vakantieganger                     | cowboy liefhebber                             | Iris Van Straten   | 2011 (2 - 5)           |
| Joe Claessens          | vakantieganger                     | cowboy liefhebber                             | Brent Nauwelaers   | 2011 (2 - 5)           |
| Jill Claessens         | vakantieganger                     | cowboy liefhebber                             | Jill Van Vooren    | 2011 (2 - 5)           |
| Meneer Abrams          | vakantieganger                     | zit constant op wc                            | Dirk Bosschaert    | 2011 (8 - 11)          |
|                        | vrachtwagenchauffeur               | kwaad op Didi die op zijn radiofrequentie zat | Chris Cauwenberghs | 2011 (12)              |
| Dr. De Graaf           | volksgezondheidsexpert             | vals en onbetrouwbaar                         | Peter Van De Velde | 2012 (59 - 60)         |
| Leentje                | vakantieganger                     | lief, wint met professor Kumar de zoektocht   | Bente Lostrie      | 2012 (65 - 68)         |
| Kristof Dewit          | Paula's doctorerende droomprins    | is iets té lief voor Paula                    | Joren Van Houdt    | 2012 (70 - 77)         |
| Filip De Schepper      | vakantieganger                     | probeert alle meisjes te versieren            | Ken Van Leekwyck   | 2013 (90 - 92)         |
| Peter Mertens          | inspecteur brandveiligheid         | heeft een hekel aan Freddy en het park        | Dirk Lavrysen      | 2013 (90 - 93)         |
| Johnny                 | vakantieganger                     | vervelende parkgast                           | Hein Blondeel      | 2013 (107-115)         |
| Marina                 | vakantieganger                     | vrouw van Johnny                              | Liesa Naert        | 2013 (107-115)         |
| Miranda De Vries       | vakantieganger                     | vogelspotter                                  | Wendy Brouwer      | 2013 (117-124)         |
| Iza Sijfer             | inspectrice                        | inspecteert het park voor de sterrenwedstrijd | Jolijn Antonissen  | 2014 (148-156)         |

## Merchandise

### Boeken
De auteur van alle boeken is Gert Verhulst.
- Een buitenaardse zomer (04-03-2012)
- Posterboek (16-05-2012)
- Doeboek (16-08-2012)
- UFO Weetjesboek (10-10-2012)
- Opdracht uit de ruimte (14-11-2012)
- Jacht op de alien (16-01-2013)
- Quiz boek (15-02-2013)
- Fanboek (14-08-2013)
- De geheugensteen (09-10-2013)
- Invasie van de Antra (12-02-2014)

### Dvd's
- Galaxy Park, Seizoen 1.1 (29-02-2012)
- Galaxy Park, Seizoen 1.2 (27-06-2012)
- Galaxy Park, Seizoen 2.1 (06-02-2013)
- Galaxy Park, Seizoen 2.2 (05-06-2013)
- Galaxy Park, Seizoen 3.1 (05-02-2014)
- Galaxy Park, Seizoen 3.2 (04-06-2014)